# Thủy điện Hương Điền
Thủy điện Hương Điền, trước còn gọi là Thủy điện Cổ Bi, là thủy điện xây dựng trên sông Bồ tại vùng đất phường Hương Vân thị xã Hương Trà,thành phố Huế., Việt Nam .
Thủy điện Hương Điền có công suất 81 MW với 3 tổ máy, khởi công tháng 05/2005 hoàn thành tháng 10/2013 .

## Hồ chứa
Diện tích lưu vực thủy điện là 707 km², bao gồm thêm lưu vực của thủy điện A Lưới 16°13′48″B 107°16′13″Đ / 16,230079°B 107,270151°Đ ở thượng nguồn sông A Sáp chuyển nước sang.
Hồ chứa có mực nước dâng bình thường +58 m, diện tích mặt hồ bình thường 33,87 km², dung tích chính 820 triệu m³ .